# بطولة آسيا للرماية 2019
بطولة آسيا للرماية 2019 كانت النسخة الرابعة عشرة من بطولة آسيا للرماية، وأُقيمت في الفترة من 5 إلى 13 نوفمبر 2019، في مجمع لوسيل للرماية، الدوحة، قطر.
كانت البطولة بمثابة التصفيات الآسيوية المؤهلة إلى دورة الألعاب الأولمبية الصيفية 2020 في طوكيو.

## ملخص الميداليات

### الرجال
| Event                 | الذهبية                                    | الفضية                                                    | البرونزية                                                  |
| --------------------- | ------------------------------------------ | --------------------------------------------------------- | ---------------------------------------------------------- |
| مسدس هوائي 10 م       | كيم سونغ غوك · كوريا الشمالية              | سوراب تشودري · الهند                                      | جواد فروغي · إيران                                         |
| مسدس هوائي 10 م (فرق) | الصين · هي تشنغيانغ · بانغ وي · بو تشيفينغ | كوريا الجنوبية · كو أون سوك · لي داي ميونغ · بارك داي هون | الهند · سوراب تشودري · شارفان كومار · أبهشيك فيرما · الهند |
| مسدس 25 م ناري مركزي  | هان داي يون · كوريا الجنوبية               | غوربريت سينغ · الهند                                      | كيم جون هونغ · كوريا الجنوبية ...                          |

### النساء
| Event                 | الذهبية                                                                                     | الفضية                                       | البرونزية                                                     |
| --------------------- | ------------------------------------------------------------------------------------------- | -------------------------------------------- | ------------------------------------------------------------- |
| مسدس هوائي 10 م       | مانو بهاكر · الهند                                                                          | وانغ تشيان · الصين                           | جيانغ رانشين · الصين                                          |
| مسدس هوائي 10 م (فرق) | كوريا الجنوبية · تشو غا أون · كيم مين جونغ · كوريا الجنوبية · يو هيون يونغ · كوريا الجنوبية | الصين · جيانغ رانشين · تشيان وي · وانغ تشيان | الهند · مانو بهاكر · ياشاسفيني سينغ ديسوال · أنو راج سينغ ... |

## جدول الميداليات
*   البلد المضيف (مضيف)
| المرتبة | فريق           | ذهبية | فضية | برونزية | المجموع |
| ------- | -------------- | ----- | ---- | ------- | ------- |
| 1       | الصين          | 20    | 20   | 5       | 45      |
| 2       | كوريا الجنوبية | 8     | 6    | 7       | 21      |
| 3       | كوريا الشمالية | 6     | 2    | 3       | 11      |
| 4       | الهند          | 5     | 10   | 11      | 26      |
| 5       | الكويت         | 3     | 3    | 2       | 8       |
| 6       | كازاخستان      | 3     | 2    | 5       | 10      |
| 7       | تايلاند        | 1     | 1    | 1       | 3       |
| 8       | قطر            | 1     | 0    | 2       | 3       |
| 9       | لبنان          | 1     | 0    | 0       | 1       |
| 10      | منغوليا        | 0     | 2    | 0       | 2       |
| 11      | إيران          | 0     | 1    | 4       | 5       |
| 12      | سنغافورة       | 0     | 1    | 0       | 1       |
| 13      | اليابان        | 0     | 0    | 3       | 3       |
| 14      | تايبيه الصينية | 0     | 0    | 2       | 2       |
| 14      | عمان           | 0     | 0    | 2       | 2       |
| 16      | ماليزيا        | 0     | 0    | 1       | 1       |
| المجموع | المجموع        | 48    | 48   | 48      | 144     |

## وصلات خارجية
- الاتحاد الدولي للرماية
- نتائج الاتحاد الدولي للرماية